# Vincent Forrester
Vincent Forrester (nacido en 1952) es un activista, artista y líder comunitario aborigen australiano. Forrester fue miembro fundador de varias organizaciones aborígenes en Australia central. Vive en Muṯitjulu, donde ha sido presidente del consejo comunitario. Durante la década de 1980, se desempeñó como asesor en asuntos indígenas para los gobiernos de Malcolm Fraser y Bob Hawke.
Forrester ha sido un destacado activista político en temas que afectan a los indígenas australianos durante muchos años. Ha sido un fuerte crítico de la Intervención en el Territorio del Norte, y de la falta de desarrollo económico y educativo en las comunidades afectadas por ella.

## Primeros años
Forrester nació en 1952 en Alice Springs. Su familia es una mezcla de Luritja y Arranda, pero uno de sus abuelos era escocés. Vincent creció en una estación de ganado en el área de Angas Downs. Aprendió de sus abuelos acerca de las leyendas sagradas asociadas con su país, y acerca de los alimentos y la medicina silvestre. Pasó por la iniciación cuando alcanzó la madurez.
Cuando era un adolescente, Forrester trabajaba como ayudante de estación y ganadero. Más tarde, trabajó en un matadero. Durante tres años, sirvió en el ejército en Townsville. En otras ocasiones trabajó como payaso ecuestre y jinete de rodeo.
El primer idioma de Forrester es Luritja, pero también habla inglés y arrernte.

## Activismo y política
Forrester ha sido un activista de los aborígenes australianos durante la mayor parte de su vida. Mientras crecía en Angas Downs en la década de 1960, Forrester se enojó con lo que él veía como una falta de derechos humanos para los pueblos indígenas. Se rebeló contra las políticas de asimilación del gobierno durante sus años escolares, y luego se unió a la campaña por los derechos a la tierra de los indígenas.
Durante la década de 1970, después de regresar del ejército, Forrester ayudó a establecer el Congreso Aborigen de Australia Central (CAAC, por sus siglas en inglés), un servicio de atención médica para los pueblos indígenas. Se desempeñó como oficial de campo, y más tarde como su secretario. También ayudó a establecer el Consejo Central de la Tierra. En 1982 representó a Australia en el primer período de sesiones del Grupo de Trabajo de las Naciones Unidas sobre las Poblaciones Indígenas, celebrado en Ginebra. A mediados de la década de 1980, ayudó a establecer la Asociación de Medios de Comunicación Aborígenes de Australia Central (CAAMA). Se ha desempeñado como tesorero de la organización, gerente y miembro de la junta directiva de su red de televisión, Imparja.

### Conferencia Nacional Aborigen
En noviembre de 1977, cuando tenía veintitantos años, Forrester se convirtió en miembro fundador de la Conferencia Nacional Aborigen (NAC). Fue elegido presidente del Territorio del Norte en octubre de 1981. En este cargo, asesoraría a los gobiernos de Malcolm Fraser y Bob Hawke en asuntos relacionados con los pueblos indígenas.
En 1979, un grupo llamado Gobierno Nacional Aborigen ocupó Capital Hill en Canberra y estableció la Embajada Aborigen de tienda. Kevin Gilbert y otros manifestantes exigieron que el gobierno federal entablara negociaciones para un tratado con los aborígenes. El Primer Ministro Malcolm Fraser dijo que sólo discutiría el asunto con la NAC, ya que era el único organismo electo que representaba a los aborígenes. Poco después, el CNS comenzó a trabajar en un proyecto de propuesta para este tratado. El gobierno se opuso a la palabra "tratado", por lo que la NAC optó por utilizar una palabra yolgnu, Makarrata.
Después de su nombramiento como presidente de la INA para el Territorio del Norte, Forrester fue puesto en el subcomité encargado de redactar la propuesta de Makarrata. La propuesta era un tratado que reconocía la soberanía de las naciones aborígenes en Australia. La gente quería que el gobierno de Australia tratara con las naciones aborígenes como trataría con otra nación soberana bajo el derecho internacional. A lo largo de la década de 1980, el apoyo a este tratado entre la población aborigen creció de manera constante. Después de hablar con las comunidades aborígenes de su región natal, Forrester estaba convencido de que su pueblo estaba a favor de un tratado. Sin embargo, sostuvo que las negociaciones debían realizarse bajo la supervisión de las Naciones Unidas.
La NAC fue disuelta por el gobierno de Hawke en 1985. A pesar de esto, la planificación del contenido y los principios de la propuesta de Makarrata continuó, con Forrester muy involucrado. La campaña a favor del tratado se mantuvo fuerte durante la década de 1980, alcanzando su punto álgido en 1988. Forrester hizo una entrevista con Kevin Gilbert en la radio CAAMA en 1989.

### Apartheid económico
A medida que más y más aborígenes de los alrededores de Uluṟu se involucraban en el turismo, Forrester comenzó a trabajar como guía turístico en Kings Canyon. Más tarde se convirtió en guardabosques del parque nacional Uluṟu-Kata Tjuṯa, y mentor en el Parque del Desierto de Alice Springs, donde capacitó a jóvenes aborígenes como guías y guardaparques. Creía que el turismo y la conservación tenían excelentes oportunidades para los aborígenes. Estaba firmemente en contra de cualquier desarrollo económico que provenga de la minería de uranio. Muchas comunidades de Australia Central dependen de subvenciones a las empresas mineras para obtener ingresos, pero Forrester argumenta que esta dependencia debe romperse.
Mientras trabajaba en turismo, Forrester habló abiertamente sobre la falta de oportunidades de empleo para los indígenas que viven en el centro de Australia. Por eso, dijo, las comunidades vivían en la pobreza, y que la situación seguiría empeorando hasta que el gobierno federal comenzara a hablar directamente con las comunidades. Gran parte del problema, afirmó Forrester, se debió al racismo. Llamó a la situación "apartheid económico". También reconoció, sin embargo, que la mayoría de las personas de las comunidades de habla indígena carecían de la alfabetización en inglés necesaria para mantener un empleo. La mayoría de los adultos no sabían leer ni escribir, y los jóvenes no tenían suficiente acceso a la educación. Como resultado, Forrester trabajó durante varios años en el desarrollo de currículos escolares. En mayo de 2011, el Ayers Rock Resort en Yulara fue vendido a la Corporación de Tierras Indígenas. En el momento de la venta, dos de las 700 personas que trabajaban en el complejo eran indígenas. A principios de 2013, se informó de que el número de trabajadores indígenas había aumentado a 170; el 35% de ellos procedían de Muṯitjulu.
A pesar de ser crítico con Malcolm Fraser mientras estaba en el cargo, Forrester reflexionó más tarde que Fraser fue uno de los pocos Primeros Ministros que se sentó a hablar con las comunidades indígenas sobre temas que las afectaban.

### La Intervención
En 2006, un programa de televisión de la ABC informó de que en Muṯitjulu había niños de hasta cinco años que habían contraído enfermedades de transmisión sexual y que las niñas estaban siendo prostituidas por gasolina. El Ministro de Asuntos Indígenas, Mal Brough, afirmó que los niños y niñas de Muṯitjulu estaban siendo abusados sexualmente. Esto causó un serio enojo por parte de los líderes de Muṯitjulu Cuando Brough visitó la comunidad en octubre, Forrester le gritó al ministro y le exigió que dijera que lo sentía.
Posteriormente, una investigación oficial determinó que el alcoholismo y el abuso sexual de los niños estaban muy extendidos en las comunidades aborígenes remotas del Territorio. En respuesta, en 2007, el gobierno de John Howard introdujo una serie de medidas destinadas a abordar el problema. A menudo se denomina "la intervención". Muchas personas, entre ellas Forrester, consideraron que las medidas eran discriminatorias desde el punto de vista racial. Ya era un líder en Muṯitjulu en ese momento. En febrero de 2008, viajó a la Embajada de la Carpa en Canberra para escuchar al nuevo Primer Ministro, Kevin Rudd, pedir disculpas formalmente a los miembros de las Generaciones Robadas. Mientras estuvo allí, habló con otros indígenas del Territorio sobre los efectos de la intervención. A continuación, el grupo se reunió con políticos en el Parlamento para discutir sus demandas. Forrester calificó la intervención de "ocupación" de tierras indígenas por parte de los militares y exigió el cese de las políticas. Alentó a los aborígenes del Territorio a que desobedecieran las leyes de intervención en protesta.
Forrester argumentó que los problemas sociales pueden evitarse si el gobierno proporciona el tipo adecuado de escuelas y servicios. A pesar de que las estadísticas muestran que el número de delitos sexuales contra los niños en Muṯitjulu estaba disminuyendo, Forrester sostuvo que la comunidad todavía estaba en crisis. Señaló el hecho de que la población de Muṯitjulu también había disminuido en más de un 40%; la gente se estaba yendo. Forrester afirmó que el gobierno ha sido demasiado lento en tratar con la fuente del problema (empleos y educación), y que la vida en Muṯitjulu sólo ha empeorado desde las leyes de intervención.
En 2009, Forrester fue nombrado presidente del Consejo Comunitario de Muṯitjulu. Alrededor de este tiempo su hermano fue acusado de corrupción y Vincent con el resto de la junta del consejo de la comunidad forzó la renuncia de su hermano. Actualmente vive en las afueras de Alice Springs semi-jubilado, pero también es miembro de la Junta de la Convención Constitucional de las Primeras Naciones Nacionales de Uluru.

## Obras de arte
Forrester comenzó a pintar a principios de la década de 1990. Pinta historias del "Dreamtime". Ha dicho que su arte representa una historia y un "legado espiritual" para sus descendientes. Originalmente, usaba pinturas acrílicas, pero desde entonces ha comenzado a usar pintura natural hecha en Uluṟu Los métodos, herramientas y técnicas tradicionales se utilizan para moler pigmentos naturales en forma de polvo y luego se mezclan con un aglutinante para convertirse en una pintura espesa y pegajosa. Los colores que Forrester utiliza en sus pinturas son los colores tradicionales utilizados para la pintura corporal ceremonial.
Su pintura Resurrección en la Charca de Mutitujulu, realizada con estos métodos, fue seleccionada como finalista para el Premio Togart de Arte Contemporáneo en 2012. Representa el pozo de agua en Uluṟu, y la historia de Wanampi (serpiente arco iris). Formaba parte de una serie dedicada a las mujeres.

## Otros sitios web
- Vincent Forrester hablando sobre la legislación "Futuros más fuertes

- Datos: Q12860084
- Multimedia: Vincent Forrester / Q12860084